# Lijst van bronnen voor Heraclitus' fragmenten
De lijst van bronnen voor Heraclitus' fragmenten geeft een overzicht van klassieke werken waarin overgeleverd materiaal staat, afkomstig van de presocraat Heraclitus. De fragmenten zijn citaten of parafrasen van het oorspronkelijke werk, dat in zijn geheel niet is overgeleverd. De bronnen zijn (meestal klassieke) zelfstandige teksten, maar zijn soms ook op hun beurt fragmenten die in het werk van derden zijn overgeleverd. Sommige fragmenten van Heraclitus komen bij meerdere auteurs voor, soms met lichte variaties. Incidenteel is sprake van een zinspeling. De fragmentnummering is volgens de editie van Diels(-Kranz): A-fragmenten zijn getuigenissen, B-fragmenten citaten. Moderne edities bevatten daar concordanties voor. Tussen ronde haken staat de vindplaats in de brontekst. 

## Lijst
| Auteur                     | Werk                                                                                  | Fragment (+ vindplaats) |
| -------------------------- | ------------------------------------------------------------------------------------- | --- |
| Aëtius                     | Placita                                                                               | B3 (II 21, 4), B64a (2, 20, 16) |
| Albertus Magnus            | De vegetabilis                                                                        | B4 (VI, 401) |
| Alexandrus van Aphrodisias | Het lot                                                                               | B119 (6) |
| Anatolius                  | De decade                                                                             | B126a (p. 36 Heiberg) |
| Anoniem                    | Corpus Hermeticum                                                                     | Zinspeling op B62 (10, 25; 12, 1) |
| Anoniem                    | Dervenipapyrus                                                                        | niet in Diels (col. iv, 5-10), B3 (idem), parafrase van B94 (col. iv, 7-9) |
| Anoniem                    | Etymologicum magnum                                                                   | B48 (onder lemma Bios, p. 198 Gaisford) |
| Anoniem                    | Gnomologium Monac. Lat. I 19                                                          | B130 (authenticiteit dubieus; Caecil. Balb. Wölfflin p. 18) |
| Anoniem                    | Gnomologium Vaticanum 734                                                             | B132 (nr. 312), B134 (nr. 314) |
| Anoniem                    | Oxyrhynchus-papyrus 3710                                                              | niet in Diels (col. ii, 43-47) (col. iii, 7-11) |
| Anoniem                    | Suda                                                                                  | B122 (onder de lemma's amfibatein en anchibatein) |
| Antimachus van Colophon    | in Cicero, Brutus                                                                     | Variatie op B49 (191) |
| Aristides Quintilianus     | Muziek                                                                                | B118 (2, 17) |
| Aristocritus               | Theosophia                                                                            | B5 (c. 68, p. 184, 5 f Erbse) |
| Aristocritus               |                                                                                       | B34 |
| Aristoteles                | De sensu et sensibilibus                                                              | B7 (443a23f) |
| Aristoteles                | Ethica Eudemia ('Eudemische ethiek')                                                  | B85 (1223b23) |
| Aristoteles                | Ethica Nicomachea ('Nicomachische ethiek')                                            | B8 (1115b4f), B9 (1176a7f) |
| Aristoteles                | Metafysica                                                                            | Variatie op B91 (1010a) |
| Aristoteles                | Meteorologia                                                                          | B6 (355a13f) |
| Aristoteles                | Rhetorica                                                                             | B1 (1407b11) |
| Arius Didymus              | fr. 39, in Cleanthes SVF                                                              | B12 (I 519) |
| Arnobius                   | Tegen de heidenen                                                                     | Zinspeling op B15 (5, 29) |
| Arrianus                   | Handboek van Epictetus                                                                | B136 (4, 7, 27) |
| Athenaeus                  |                                                                                       | Deel van B40 |
| Augustinus van Hippo       | Confessiones ('Belijdenissen')                                                        | B10 (laatste stuk; 4, 13) |
| Augustinus van Hippo       | De civitate Dei ('De stad van God')                                                   | Variatie op B64a (8, 5) |
| Aulus Gellius              | Noctes Atticae ('Attische nachten')                                                   | Parafrase van B23 (7, 1, 14), deel van B40 |
| Catullus                   | Carmina                                                                               | Variatie op B49 (9, 1-2) |
| Celsus                     | in Origenes, Contra Celsum                                                            | B78 (VI, 12), B79 (VI, 12), B80 (VI, 42) |
| Cicero                     | Brief aan Atticus                                                                     | B49 (16, 11, 1) |
| Cicero                     | Brutus                                                                                | Variatie op B49 (191) |
| Cicero                     | Gesprekken in Tusculum                                                                | B121 (5, 105) |
| Clemens van Alexandrië     | Paedagogus ('Leraar')                                                                 | B16 (II 99, 5) |
| Clemens van Alexandrië     | Protrepticus ('Aansporing')                                                           | B13 (92, 4), B14 (22, 2), B15 (34, 5), variatie op B70 (10), variatie op B99 (113, 3) |
| Clemens van Alexandrië     | Stromateis ('Mengelwerk')                                                             | B13 (I 2, 2), B18 (II 17, 4), B20 (III 14, 1), B21 (III 21, 1), B22 (IV 4, 2), B23 (IV 10, 1), B24 (IV 16, 1), B25 (IV 49, 3), B26 (IV 141, 2-3), B27 (IV 144, 3), B28 (V 9,3), B29 (V 59, 5), B30 (V 104, 2), B31 (V 104, 3-4), B32 (V 115, 1), B33 (V 115, 1), B35 (V 140, 6), B36 (VI 17,2) B86 (V, 88, 5) |
| Columella                  | De re rustica ('Over de landbouw')                                                    | B37 (VIII, 4) |
| Democritus                 | fragmenten                                                                            | Variatie op B13 (68 B147), variatie op B49 (68 B98), zinspeling op B85 (68 B236) |
| Diogenes Laërtius          | Philosóphôn bíôn kaì dogmátôn synagôgế ('Leven en leer van beroemde filosofen')       | B39 (I, 88), B40 (IX, 1), B41 (IX, 1), B42 (IX, 1), B43 (IX, 2), B44 (IX, 2), B45 (IX, 7), B47 (IX, 73), variatie op B49 (IX, 16), B119 (VIII, 6), B121 (IX, 2), B129 (VIII, 6) |
| Diversen                   | Anthologia Graeca                                                                     | Variatie op B49 (7, 128), zinspeling op B74 (7, 79) |
| Empedocles                 | fragmenten                                                                            | Variatie op B10 (31 B17) |
| Epicharmus                 | fragmenten                                                                            | Variatie op B119 (23 B17) |
| Eusebius van Caesarea      |                                                                                       | B34 |
| Eusebius van Caesarea      | Voorbereiding op het Evangelie                                                        | B76 (11, 11, 7) |
| Galenus                    | De Differentiis Pulsuum ('Over de verschillende pulsen')                              | B49 (VIII, 773 K) |
| Heraclitus van Pontus      | Quaestiones Homericae ('Homerische vraagstukken')                                     | B49a (24, 5) |
| Hippolytus                 | Refutatio omnium haeresium ('Weerlegging van alle ketterijen')                        | B1 (IX, 9, 1), B50 (IX 9, 1), B51 (IX 9, 2), B52 (IX 9, 4), B53 (IX 9, 4), B54 (IX 9, 5), B55 (IX 9, 5), B56 (IX 9, 6), B57 (IX 10, 2), B58 (IX 10, 3), B59 (IX 10, 4), B60 (IX 10, 4), B61 (IX 10, 5), B62 (IX 10, 6), B63 (IX 10, 6), B64 (IX 10, 7), B65 (IX 10, 7), B66 (IX 10, 7), B67 (IX 10, 8)        |
| Hisdosus Scholasticus      | Commentaar op Plato's Timaeus                                                         | B67a (authenticiteit betwijfeld) |
| Jamblichus                 | De anima, in Stobaeus, Anthologia                                                     | B70 (II, p. 6, 10 f) |
| Jamblichus                 | De Mysteriis Aegyptiorum ('Over Egyptische mysteriën')                                | B69 (V, 15) |
| Johannes Stobaeus          | Anthologia / Florilegium ('Bloemlezing')                                              | B108 (III, 1, 174), B110 (III, 1, 176), B111 (III, 1, 177), B112 (III, 1, 178), B113 (III, 1, 179), B114 (III, 1, 179), B116 (III, 5, 6), B117 (III, 5, 7), B118 (III, 17, 42; III, 5, 8), B119 (IV, 40, 23)                                                                                                  |
| Julianus                   | Redevoeringen                                                                         | Deel van B30, B123 (7, 216c) |
| Lucianus                   | Filosofenveiling                                                                      | Variatie op B52 (14), parodie op B62 (14), zinspeling op B125 (14) |
| Lucretius                  | De rerum natura ('Over de natuur der dingen')                                         | Variatie op B13 (XI, 976-8) |
| Marcus Aurelius            | Ta eis heauton ('Aan zichzelf')                                                       | B71 (IV, 46), B72 (IV, 46), B73 (IV, 46), B74 (IV, 46), B75 (VI, 42), B76 (IV, 46) |
| Marcus Manilius            | Astronomica ('Astronomie')                                                            | Zinspeling op B123 (4, 869) |
| Marcus Minucius Felix      | Octavius                                                                              | Variatie op B64a (35) |
| Maximus van Tyrus          |                                                                                       | B76 (41, 4) |
| Nicandros van Colophon     | Tegengiften                                                                           | Deel van B30 (V, 174) |
| Numenius                   | fr. 30 (Des Places), in Porphyrius, De antro nympharum ('Over de grot van de nimfen') | B77 (10) |
| Origenes                   | Contra Celsum ('Tegen Celsus')                                                        | B5 (VII, 62), B78 (VI, 12), B79 (VI, 12), B80 (VI, 42) |
| Philo van Alexandrië       | Dromen                                                                                | B123 (1, 6) |
| Philodemus                 | Rhetorica (citaat van Diogenes van Babylon)                                           | B81 (col. LXII, 1 p. 354) |
| Philodemus                 | Vroomheid                                                                             | B53 (14, 27), B64 (6a), B80 (fragment 433) |
| Plato                      | Cratylus                                                                              | Zinspeling op B25 (398b), variatie op B91 (402a) |
| Plato                      | Hippias major                                                                         | B82 (289A), B83 (289B) |
| Plato                      | Politeia                                                                              | niet in Diels (VI, 498A) |
| Plato                      | Sofist                                                                                | Variatie op B51 (242e) |
| Plato                      | Symposium ('Gastmaal')                                                                | Variatie op B51 (187a) |
| Plotinus                   | Enneaden                                                                              | B60 (IV, 8), B82 (VI, 3, 11), B84a & B84b (IV 8, 1) |
| Plutarchus                 | Adversus Colotem ('Tegen Colotes')                                                    | B101 (1118C) |
| Plutarchus                 | An seni respublica gerenda sit ('Mag een oude man aan politiek doen')                 | B97 (787 C) |
| Plutarchus                 | Aquane an ignis sit utilior                                                           | B99 (957A) |
| Plutarchus                 | Coriolanus                                                                            | B85 (22), B86 (38) |
| Plutarchus                 | De audiendis poetis ('Hoe te luisteren')                                              | B87 ( 41 A), B95 (644f) |
| Plutarchus                 | De E apud Delphos ('De E van Delphi')                                                 | B76 (18, 392c), B90 (388E), B91 (392B) |
| Plutarchus                 | De defectu oraculorum                                                                 | A19 (415E) |
| Plutarchus                 | De exilio ('Ballingschap')                                                            | B94 (604A) |
| Plutarchus                 | De facie in orbe lunae                                                                | B98 (943E) |
| Plutarchus                 | De fortuin                                                                            | Variatie op B99 (98c) |
| Plutarchus                 |                                                                                       | |
| Plutarchus                 | De Pythiae oraculis ('Over het Pythische orakel')                                     | B92 (397A), B93 (404D-E) |
| Plutarchus                 | Is deugd aan te leren                                                                 | B95 (439d) |
| Plutarchus                 | Natuurvraagstukken                                                                    | Variatie op B91 (912a) |
| Plutarchus                 | Quaestiones Platonicae ('Platonische vraagstukken')                                   | B100 (700E) |
| Plutarchus                 | Symposium ('Gastmaal')                                                                | B95 (644F), B96 (669A) |
| Polybius                   | Historiae ('Geschiedenissen')                                                         | B101a (XII, 27) |
| Porphyrius                 | geciteerd, in Scholia Graeca in Homeri Iliadem                                        | B102 (IV 4, Erbse I, p. 445, 82 f) |
| Porphyrius                 | De antro nympharum ('Over de grot van de nimfen')                                     | B77 (10) |
| Porphyrius                 | Quaestiones Homericae ('Homerische vraagstukken')                                     | B103 (XIV, 200), B119 (999d) |
| Proclus                    | Alcibiades I                                                                          | B104 (256.1; p. 117 Westerink) |
| Proclus                    | Commentaar op Plato's Timaeus                                                         | B6 (3, 310) |
| Proclus                    | Commentaar op Plato's Staat                                                           | B123 (2, 107) |
| Proclus                    |                                                                                       | Deel van B40 |
| Pseudo-Aristoteles         | De mundo ('Over de wereld')                                                           | B10 (396b20f), B11 (401a11f) |
| Pseudo-Hippocrates         | Dieetleer                                                                             | Parafrase van B61 (1, 10) |
| Pseudo-Hippocrates         | Lichaamsdelen bij de mens                                                             | Variatie op B103 (1) |
| Pseudo-Plutarchus          | Consolatio ad Apollonium                                                              | Variant op B12a (106E); B88 (106E) |
| Seneca                     | Brieven aan Lucilius                                                                  | Zinspeling op B45 (88, 13), B49 (58, 23), variatie op B71 (98, 10), B106 (12, 7) |
| Sextus Empiricus           | Adversus mathematicos ('Tegen de geleerden')                                          | B1 (VII, 132), B2 (VII, 133), B107 (citaat van Aenesidemus; VII, 126) |
| Sextus Empiricus           | Grondlijnen van het pyrronisme                                                        | Parafrase van B61 (1, 55) |
| Strabo                     | Geographia                                                                            | B120 (I, 1, 6), B121 (XIV, 1, 25) |
| Tertullianus               | De anima ('Over de ziel')                                                             | Deel van B45 (2, 6) |
| Themistius                 | Redevoeringen                                                                         | B123 (5, 69B) |
| Theodoretus van Cyrrhus    |                                                                                       | B34 |
| Theodorus Prodromus        | Epistulae ('Brieven')                                                                 | B49 (1) |
| Theon van Alexandrië       | Commentaar op Ptolemaeus' Almagest                                                    | niet in Diels (p. 340, 5 f Rome) |
| Theophrastus               | De vertigine                                                                          | B125 (9) |
| Theophrastus               | Duizeligheid                                                                          | B125 (9) |
| Theophrastus               | Metaphysica                                                                           | B124 (7a14f) |
| Timaeus                    | in Fragmenta Historicorum Graecorum                                                   | Zinspeling op B81 (556 F 132) |
| Tzetzes                    | Scholium ad exegesin in Iliadem ('Scholiën bij de exegese van de Ilias')              | B126 (p. 126, 16 f Hermann) |
| Tzetzes                    | Commentaar op Aristofanes' Rijkdom                                                    | B125a (authenticiteit dubieus) |
| Vincent van Beauvais       | Opera moralia                                                                         | B13 (toegeschreven aan Pythagoras; 3, 9, 3) |